# Mowg
Lee Sung-hyun (hangeul : 이성현 ; RR : I Seong-hyeon ; MR : Yi Sŏng-hyŏn), dit Mowg (hangeul : 모그 ; RR : Mogeu), est un compositeur sud-coréen, né en 1972 à Séoul.

## Biographie
Lee Sung-hyun naît en 1972, à Séoul. Jeune, il se fait nommer « Mowg » en raison de sa ressemblance à Mowgli dans l'œuvre Le Livre de la jungle.
En 1992, il voyage à travers les États-Unis et y trouve un emploi en tant que producteur et arrangeur à New York.
En 2004, sa carrière commence dans le rock, en sortant son premier album solo Desire.
En 2010, vite remarqué, le réalisateur Kim Jee-woon l'appelle pour mettre en musique J'ai rencontré le Diable (악마를 보았다) qui poursuivra de sacrés critiques polémiques en ce qui concerne sa violence excessive. Il l'engage à nouveau pour Le Dernier Rempart (The Last Stand), en 2013, dans un rythme électronique moderne mêlant un peu d'humour et de western.
Depuis 2011, il est professeur de musique à la faculté des beaux-arts de Séoul.
En octobre 2012, il remporte le prix de la meilleure musique pour Masquerade (광해, 왕이 된 남자) de Choo Chang-min à la cérémonie de Grand Bell Awards et, en novembre 2013, pour Hwayi (화이 : 괴물을 삼킨 아이) de Jang Joon-hwan à la cérémonie de Blue Dragon Film Awards.

## Discographie

### Albums
- 2004 : Desire[6]
- 2006 : Journal[7]
- 2008 : Nite's Secret[8]

### Bandes originales

#### Longs métrages

##### Années 2000
- 2007 : Planet B-Boy (플래닛 비보이) de Benson Lee, Jang Joon-hwan et Wisit Sasanatieng

##### Années 2010
- 2010 : Camellia (카멜리아) de Isao Yukisada, Jang Joon-hwan et Wisit Sasanatieng
- 2010 : J'ai rencontré le Diable (악마를 보았다) de Kim Jee-woon
- 2010 : The Influence (인플루언스) de Lee Jae-gyoo
- 2011 : Silenced (도가니) de Hwang Dong-hyeok
- 2012 : A Company Man (회사원) de Lim Sang-yoon
- 2012 : Doomsday Book (인류멸망보고서) de Kim Jee-woon et Lim Pil-seong
- 2012 : Masquerade (광해, 왕이 된 남자) de Choo Chang-min
- 2013 : Behind the Camera (뒷담화:감독이 미쳤어요) de Lee Jae-yong
- 2013 : One Perfect Day (사랑의 가위바위보) de Kim Jee-woon
- 2013 : How to Use Guys with Secret Tips (남자사용설명서) de Lee Won-seok
- 2013 : Le Dernier Rempart (The Last Stand) de Kim Jee-woon
- 2013 : Hwayi (화이 : 괴물을 삼킨 아이) de Jang Joon-hwan
- 2014 : Miss Granny (수상한 그녀) de Hwang Dong-hyeok
- 2014 : Phantoms of the Archive (아카이브의 유령들) de Kim Jong-kwan
- 2014 : The Fatal Encounter (역린) de Lee Jae-gyoo
- 2014 : Scarlet Innocence (마담 뺑덕) de Yim Pil-sung
- 2014 : The Royal Tailor (상의원) de Lee Won-suk
- 2015 : The Avian Kind (조류인간) de Shin Yeon-shick
- 2015 : Memories of the Sword (협녀: 칼의 기억) de Park Heung-sik
- 2015 : The Advocate: A Missing Body (성난 변호사) de Heo Jong-ho
- 2015 : Love Guide for Dumpees (극적인 하룻밤) de Ha Ki-ho
- 2016 : Like a French Film (프랑스 영화처럼) de Shin Yeon-shick
- 2016 : Dongju : Portrait d'un poète (동주) de Lee Joon-ik
- 2016 : The Age of Shadows (밀정) de Kim Jee-woon
- 2017 : The King (더 킹) de Han Jae-rim
- 2017 : Romans 8:37 (로마서 8:37) de Shin Yeon-shick
- 2017 : Warriors of the Dawn (대립군) de Jeong Yoon-cheol
- 2017 : A Day (하루) de Jo Seon-ho
- 2017 : V.I.P. (브이아이피) de Park Hoon-jung
- 2017 : The Running Actress (여배우는 오늘도) de Moon So-ri
- 2017 : The Outlaws (범죄도시) de Kang Yoon-sung
- 2017 : A Special Lady (미옥) de Lee An-gyu
- 2018 : Burning (버닝) de Lee Chang-dong
- 2018 : The Witch: Part 1. The Subversion (마녀) de Park Hoon-jeong
- 2018 : Illang : La Brigade des loups (인랑) de Kim Jee-woon
- 2018 : Monstrum (물괴) de Heo Jong-ho
- 2018 : Miss Baek (미쓰백) de Lee Ji-won
- 2018 : My Dream Class (별리섬) de Bae Jong
- 2018 : Intimate Strangers (완벽한 타인) de Lee Jae-gyu
- 2018 : Unstoppable (성난황소) de Kim Min-ho
- 2018 : Persona (페르소나) de Jeon Go-woon, Kim Jong-kwan, Lee Kyoung-mi et Yim Pil-su
- 2019 : Long Live the King (롱 리브 더 킹: 목포 영웅) de Kang Yoon-seong
- 2019 : The Beast (비스트) de Lee Jeong-ho
- 2019 : Homme fatale (기방도령) de Nam Dae-joong
- 2019 : Exit (엑시트) de Lee Sang-geun
- 2019 : Jesters: The Game Changers (광대들: 풍문조작단) de Kim Joo-ho
- 2019 : Start-up (시동) de Choi Jeong-yeol

##### Années 2020
- 2020 : Peninsula (반도) de Yeon Sang-ho
- 2020 : Deliver Us From Evil (다만 악에서 구하소서) de Hong Won-chan
- 2020 : Night in Paradise (낙원의 밤) de Park Hoon-jung
- 2022 : The Witch: Part 2. The Other One (마녀 [魔女] Part2. The Other One) de Park Hoon-jung
- 2022 : Vestige (달이 지는 밤) de Jang Kun-jae et Kim Jong-kwan
- 2022 : Confession (자백) de Yoon Jong-seok
- 2023 : The Childe (귀공자) de Park Hoon-jung
- 2023 : Ransomed (비공식작전) de Kim Seong-hun
- 2023 : Ça tourne à Séoul ! (거미집) de Kim Jee-woon
- 2024 : Dead Man (데드맨) de Ha Joon-won
- 2025 : Persona a Strange Girl (페르소나 이상한 여자) de Jung Hyungsuk
- 2025 : Holy Night: Demon Hunters (거룩한 밤: 데몬 헌터스) de Lim Dae-hee

#### Courts métrages
- 2009 : The Present (선물 ) de Kim Jee-woon
- 2013 : The X (더 엑스) de Kim Jee-woon
- 2013 : The Bicycle Thief (자전거 도둑) de Min Yong-keun
- 2015 : The Best Director (최고의 감독) de Moon So-ri
- 2020 : Untact (언택트) de Kim Jee-woon
- 2023 : Faith (페이스) de Na Hong-jin

#### Séries télévisées
- 2014 : Secret Door (비밀의 문) (24 épisodes)
- 2016 : Entourage (안투라지) (16 épisodes)
- 2020 : Dr. Brain (Dr. 브레인) (6 épisodes)
- 2024 : The Tyrant (폭군) (4 épisodes)

## Distinctions

### Récompenses
- Grand Bell Awards 2012 : meilleure musique[4] pour Masquerade (광해, 왕이 된 남자)
- Blue Dragon Film Awards 2013 : meilleure musique[5] pour Hwayi (화이 : 괴물을 삼킨 아이)

### Nomination
- Blue Dragon Film Awards 2012 : meilleure musique pour Masquerade (광해, 왕이 된 남자)